# Ōtomo no Koshibi
Ōtomo no Koshibi est un nom japonais traditionnel ; le nom de famille (ou le nom d'école), Ōtomo, précède donc le prénom (ou le nom d'artiste).
Ōtomo no Koshibi (大伴 古慈斐, 695-9 septembre 777) est le père d'Ōtomo no Otomaro, premier Japonais à porter le titre de seii taishōgun.

## Source
- (en) Cet article est partiellement ou en totalité issu de l’article de Wikipédia en anglais intitulé « Ōtomo no Koshibi » (voir la liste des auteurs).